# یارا، نیو ساوت ولز
یارا (به انگلیسی: Yarra) یک منطقهٔ مسکونی در استرالیا است که در نیو ساوت ولز واقع شده‌است.